# Carlota Talassi
Carlota Talassi, född 1811, död 1891, var en portugisisk skådespelare.
Hon debuterade som barn vid Teatro de São João i Porto, och ett flertal kringresande teatersällskap innan hon engagerades vid Teatro do Salitre i Lissabon, där hon ofta spelade huvudrollerna och blev en av landets mest välkända skådespelare. Hon blev engagerad vid Portugals första nationalteater, Teatro Nacional D. Maria II, som öppnade i Lissabon 13 april 1846. Där kallades hon en av scenens främst krafter och hade en lång och framgångsrik karriär fram till 1862. Hon var inte bara känd som skådespelare utan även översättare, och översatte med framgång en lång rad franska pjäser som sedan sattes upp på teatern. 